# Parastratiosphecomyia stratiosphecomyioides
Parastratiosphecomyia stratiosphecomyioides (лат.) — вид мух-львинок из подсемейства Pachygastrinae. В настоящее время имеет самый длинный биномен животного (самое длинное научное название вида на латинском языке из двух слов), включающий в себя 42 буквы.

## Описание
Встречаются в Юго-Восточной Азии: Малайзия, Таиланд. Длина около 10 мм. Основная окраска буровато-чёрная с жёлтыми отметинами. Лицо и частично ноги и скутеллюм жёлтые. От близких видов (P. freidbergi) отличается крупным латеральным выступом скапуса усика и желтоватым скутеллюмом. Вид был впервые описан в 1923 году британским диптерологом Энрико Брунетти (Enrico Adelelmo Brunetti, 1862—1927).